# Bjała (obwód Ruse)
Bjała (bułg. Бяла) – miasto w północno-zachodniej części Bułgarii, w obwodzie Ruse; 12 tys. mieszkańców (2006).